# Ƭ
Ƭ ، ƭ یا T ِ قلاب‌دار یکی از حروف الفبای لاتین است. این حرف در برخی زبان‌های آفریقایی مانند تماشق و سرر کاربرد دارد. در گذشته از این نماد در الفبای آوانگاری بین‌المللی هم استفاده‌می‌شد، ولی از ۱۹۹۳ میلادی [ɗ̥] جایگزین آن شده‌است.